# 科佐盧希夫卡
47°6′29″N 35°47′39″E / 47.10806°N 35.79417°E
科佐盧希夫卡（烏克蘭語：Козолугівка）是位於烏克蘭東南部的村莊，由扎波羅熱州波洛希區的莫洛昌斯克市鎮負責管轄。該村位於庫魯尚河畔，分別距離赫里希内1.5公里和莫斯托韋2.5公里，面積0.103平方公里，海拔高度51米，2001年人口221。